# Tagawa, Fukuoka

Map showing location of Tagawa in Fukuoka Prefecture (as of 2006).

Tagawa (田川市 Tagawa-shi) là một thành phố thuộc tỉnh Fukuoka, Nhật Bản. Thành phố được thành lập ngày 3 tháng 11 năm 1943. Đến năm 2003, dân số thành phố là 52,937, trên tổng diện tích 54.52 km², mật độ 970,96 người/km².